# 普赖 (默尔特-摩泽尔省)
普赖（法語：Praye，法語發音：[pʁɛ]）是法国默尔特-摩泽尔省的一个市镇，属于南锡区。

## 地理
普赖（48°26'4"N, 6°6'23"E）面积8.72 平方千米，位于法国大東部大區默尔特-摩泽尔省，该省份为法国东北部内陆省份，是洛林的一部分，北邻比利时、卢森堡，北起顺时针与摩泽尔省、下莱茵省、孚日省和默兹省接壤。
与普赖接壤的市镇（或旧市镇、城区）包括：沙乌耶、福尔塞勒圣戈尔贡、乌塞维尔、圣菲尔曼、萨克松雄、唐通维尔、克西罗库尔。

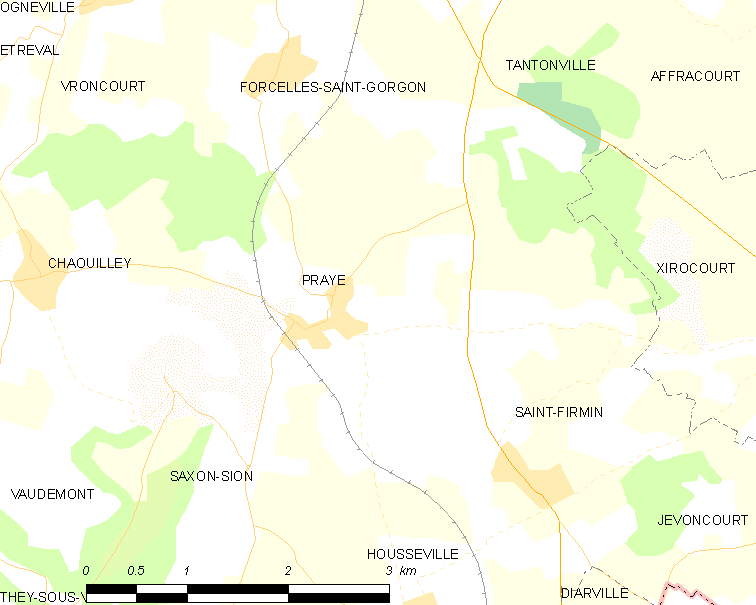
的OSM定位图

普赖的时区为UTC+01:00、UTC+02:00（夏令时）。

## 行政
普赖的邮政编码为54116，INSEE市镇编码为54434。

## 政治
普赖所属的省级选区为梅讷欧桑图瓦县。

## 人口

1962-2008年间人口变化图示

普赖于2022年1月1日时的人口数量为251人。